# Lima Duarte
Lima Duarte, nombre artístico de Ariclenes Venâncio Martins (Sacramento, Minas Gerais, 29 de marzo de 1930), es un actor y director brasileño. También realiza doblajes al portugués para televisión y cine.

## Biografía
Nació en el interior de Minas Gerais, en un poblado llamado Desemboque. Llegó a São Paulo en un carruaje que transportaba mangos. Comenzó a trabajar en radio, realizando efectos de Sonido cinematográfico, y posteriormente ingresó en la televisión, siendo uno de los pioneros del medio en Brasil.

## Carrera

### Televisión
- 2020 - Aruanas ... Participación especial
- 2018 - Treze Dias Longe do Sol ... Don Rupp
- 2017 - O Outro Lado do Paraíso ... Josafá Tavares
- 2015 - Os Experientes ... Doutor Pricolli
- 2015 - I Love Paraisópolis .... Dom Peppino
- 2014 - Didi e o Segredo dos Anjos .... Sábio
- 2010 - Río del destino — Coronel Max
- 2009 - India, una historia de amor — Schankar
- 2007/2008 - Deseo prohibido — Prefeito Viriato Palhares
- 2007 - Amazônia, de Gálvez a Chico Mendes — Bento
- 2005 - Belíssima — Murat Güney
- 2004 - O Pequeno Alquimista — Filolal
- 2004 - Señora del destino — Senador Vitório Vianna / Hombre que habla con Reginaldo (invitado)
- 2004 - Da Cor do Pecado — Afonso Lambertini
- 2002 - Sabor da Paixão — Miguel Maria Coelho
- 2002 - O Quinto dos Infernos — Conde dos Arcos
- 2001 - Puerto de los milagros — Senador Vitório Vianna
- 2000 - Uga Uga — Nikos Karabastos
- 1999 - O auto da Compadecida — Obispo
- 1998 - Pecado Capital — Tonho Alicate (invitado)
- 1998 - Corpo Dourado — Zé Paulo (invitado)
- 1997 - A Indomada — Murilo Pontes (invitado)
- 1996 - O Fim do Mundo — Coronel Ildásio Junqueira
- 1995 - A Próxima Vítima — Zé Bolacha
- 1993 - Fera Ferida — Mayor Emiliano Cerqueira Bentes
- 1993 - Agosto — Turco Velho
- 1993 - O Mapa da Mina — Delegado (invitado)
- 1992 - Pedra sobre Pedra — Murilo Pontes
- 1990 - Meu Bem, Meu Mal — Don Lázaro Venturini
- 1990 - Rainha da Sucata — Onofre Pereira (invitado)
- 1989 - O Salvador da Pátria — Sassá Mutema (Salvador da Silva)
- 1985 - Roque Santeiro — Señorito Malta (Sinozinho Malta en portugués)
- 1985 - O Tempo e o Vento — Mayor Rafael Pinto
- 1985 - Dona Beija
- 1984 - Partido Alto — Cocada (invitado)
- 1982 - Paraíso .... João das Mortes (invitado)
- 1980- 1984 - O Bem-amado (serie) — Zeca Diabo
- 1979 - Marrón Glacê — Oscar
- 1979 - Pai Herói — Malta Cajarana (invitado)
- 1977 - Espelho Mágico — Carijó
- 1975 - Pecado Capital — Salviano Lisboa
- 1974 - O Rebu — Boneco
- 1973 - Os Ossos do Barão — Egisto Ghirotto
- 1973 - O Bem-Amado (telenovela) — Zeca Diabo
- 1971 - A Fábrica — Pepê
- 1966 - Gutierritos — Gutierritos
- 1961 - Sua Vida Me Pertence

### Cine
- 2005 - 2 filhos de Francisco
- 2006 - Depois Daquele Baile
- 2003 - O Preço da Paz
- 2000 - Palavra e Utopia
- 2000 - O Auto da Compadecida
- 2000 - Eu Tu Eles
- 1998 - Rio de Ouro
- 1997 - Boleiros - Era uma Vez o Futebol
- 1997 - A Ostra e o Vento
- 1988 - Corpo em Delito
- 1987 - Lua Cheia
- 1983 - Sargento Getúlio
- 1979 - Kilas, o Mau da Fita
- 1979 - O Menino Arco-Íris
- 1977 - O Crime do Zé Bigorna
- 1977 - Os Sete Gatinhos
- 1976 - O Jogo da Vida
- 1976 - Contos Eróticos
- 1976 - A Queda
- 1974 - Guerra Conjugal
- 1968 - Trilogia do Terror
- 1963 - Rei Pelé
- 1958 - Chão Bruto
- 1957 - O Grande Momento
- 1957 - Paixão de Gaúcho
- 1955 - O Sobrado
- 1949 - Quase no Céu

## Premios
Festival de Venecia
- 2000 - Nominado como Mejor Actor por Palavra e Utopia, donde interpretó al misionero António Vieira.

Festival de Cannes
- Mención de Honor en la exposición paralela en Cannes por Eu Tu Eles

Festival de Cinema de Brasília
- 1977 - Mejor Actor por O Crime do Zé Bigorna"

Festival de Cinema de Gramado
- 2004 - Prémio especial por su trayectoria en cine (Troféu Oscarito)
- 1983 - Mejor Actor por Sargento Getúlio

Festival de Cine de La Havana
- 1983 - Mejor Actor por Sargento Getúlio

Prêmio Saci
- 1961 - Mejor Actor por la obra teatral O Testamento do Cangaceiro

Troféu Roquette Pinto
- 1953 a 1960 - Mejor Actor de televisión (consecutivos)

Premio Contigo
- 2005 - Nominado como Mejor Actor de Reparto por Da Cor do Pecado

Trofeo APCA da Associação Paulista de Críticos de Arte
- 2001 - Mejor Actor (cine) por Eu Tu Eles
- 1986 - Mejor Actor (televisión) por Roque Santeiro
- 1984 - Mejor Actor (cine) por Sargento Getúlio
- 1978 - Mejor Actor (televisión) por Espelho Mágico
- 1977 - Mejor Actor (televisión) por Pecado Capital

Trofeo Imprensa
- 1992 - Mejor Actor por Pedra Sobre Pedra
- 1989 - Mejor Actor por O Salvador da Pátria
- 1985 - Mejor Actor por Roque Santeiro
- 1976 - Mejor Actor por Pecado Capital
- 1973 - Revelación Masculina por O Bem-Amado"
- 1969 - Mejor Director de telenovela por Beto Rockfeller
- 1960 - Mejor Actor por O Último dos Morungabos

## Proyectos relacionados
- Wikiquote alberga frases célebres de o sobre Lima Duarte.

- Datos: Q1791430
- Multimedia: Lima Duarte / Q1791430